# Іман (модель)
Імáн Мохамед Абдулмаджид (англ. Iman Mohamed Abdulmajid, сом. Iimaan Maxamed Cabdulmajiid; 25 липня 1955, Могадішо, Сомалі) — сомалійська та американська супермодель, акторка, підприємиця й автобіографка. Вдова Девіда Бові.

## Біографія
Народилася в місті Могадішу, Сомалі, дочка Меріон і Мухамеда Абдулмаджид, колишнього посла Сомалі в Саудівській Аравії. Як і її батьки, Іман мусульманка. У неї два брати — Еліас і Фейсал, а також сестра Надя, сомалійська фотомодель.
У 1975 р. закінчила Benadir Secondary School в Могадішо (СДР), де викладали радянські вчителі, про що вона писала на ранніх версіях свого сайту.
Іман закінчила середню школу в Єгипті і пізніше жила в Кенії, де живуть її батьки. Володіє п'ятьма мовами — арабською, англійською, французькою, італійською і сомалійською, вивчала політологію в Університеті Найробі.

## Кар'єра
У 1975 році Іман була запрошена які фотомодель американським фотографом Пітером Бердом (Peter Beard) і переїхала в США. Її перша публікація як фотомоделі була в журналі Vogue в 1976 році.
Ів Сен-Лоран сказав одного разу: «Жінка моєї мрії — це Іман». Вона згадує свій досвід роботи фотомоделю будинку моди Ів Сен-Лоран для колекції одягу «Африканська Королева» як найнезабутніший момент своєї кар'єри в модельному бізнесі.
Як акторка Іман знялася в 1991 році фільм Зоряний шлях 6: Невідкрита країна, в якому зіграла роль прибулиці-перевертня Мартії, а також в оскароносному фільмі «З Африки», в якому знімалися Роберт Редфорд і Меріл Стріп. Також Іман знялася в кліпі Майкла Джексона «Remember the Time», в якому зіграла дружину давньоєгипетського фараона, роль якого виконав актор Едді Мерфі.
Як запрошена зірка з'являлася в епізоді популярного шоу телеканалу Bravo — «Project Runway», а також в епізоді п'ятого сезону реаліті-шоу «America's Next Top Model» як одним з щотижневих викладачів. В даний час Іман веде шоу «Project Runway Canada» на телевізійному каналі Slice.
У травні 2007 року Іман відкрила іменну марку IMAN Global Chic Home Shopping Network (HSN) — мережі домашніх покупок. Вона є генеральним директором IMAN Cosmetics, Skincare & Fragrances — фірми з виробництва косметики.
Іман учасниця програми «Збережемо дітям життя» (Keep A Child Alive), яка доставляє ліки дітям, хворим на ВІЛ/Снід та сім'ям в Африці і в інших країнах.

## Особисте життя
У 1977 році Іман одружилася з американським баскетболістом Спенсером Гейвудом. В 1978 році народила дочка Зулейху. У лютому 1987 пара розлучилася.
24 квітня 1992 Іман одружилася з Девідом Бові — іконою британської музики. 15 серпня 2000 року народила дочку Олександрію «Лексі» Джонс. Іман також стала мачухою для сина Бові від першого шлюбу, Данкана Джонса. Обидві дитини носять справжнє прізвище Девіда Бові — Джонс. В даний час Іман зі своєю родиною в основному живе в Нью-Йорку і в Лондоні.

## Фільмографія

### Акторка
- 2004 — Love Hollywood Style (ТБ) — модель
- 1997 — Deli, The — Avocado Lady
- 1995 — Michael Jackson: Video Greatest Hits-HIStory (Remember The Time) — дружина фараона
- 1994 — Райська насолода/Exit to Eden — Ніна Блекстоун
- 1994 — Дух темряви/Heart of Darkness — Чорношкіра красуня (наложниця Курця)
- 1994 — Dangerous: The Short Films (Remember The Time) — дружина фараона
- 1991 — Зоряний шлях 6: Невідкрита країна/Star Trek VI: The Undiscovered Country — Martia
- 1991 — Історія з пограбуванням/Linguini Incident, The — Dali Guest
- 1991 — Домашня вечірка 2/House Party 2 — Sheila Landreaux
- 1991 — Lies of the Twins — Cat
- 1991 — Лос-анджелеська історія/L. A. Story — Cynthia
- 1990-1996 — Як і кіно/Dream On (серіал)
- 1988 —  Поліція Маямі: Відділ моралі/Miami Vice («Back in the World» і «Love at First Sight») — Дакота і Луїс Блайт
- 1998-1994 — In the Heat of the Night (серіал) — Marie Babineaux
- 1987 — Здавайтеся/Surrender — Hedy
- 1987 — Немає виходу/No Way Out — Nina Beka
- 1985 — З Африки/Out Africa — Mariammo
- 1985-1990 — 227 — Eartha Kitten
- 1983 — Exposed — Mrs. Montgomery
- 1979 — Людський Фактор/Human Factor — Модель

### Камео
- 2003 — Beauty in a Jar (ТБ)
- 2000 — Life, Death, and Damien
- 1997-2008 — Погляд / View, The (серіал)
- 1996-2002 — Шоу Рози О’Доннелл / Rosie O’Donnell Show, The (серіал)